# Oszkár Bárczay
Dans le nom hongrois Bárczay Oszkár, le nom de famille précède le prénom, mais cet article utilise l’ordre habituel en français Oszkár Bárczay, où le prénom précède le nom.

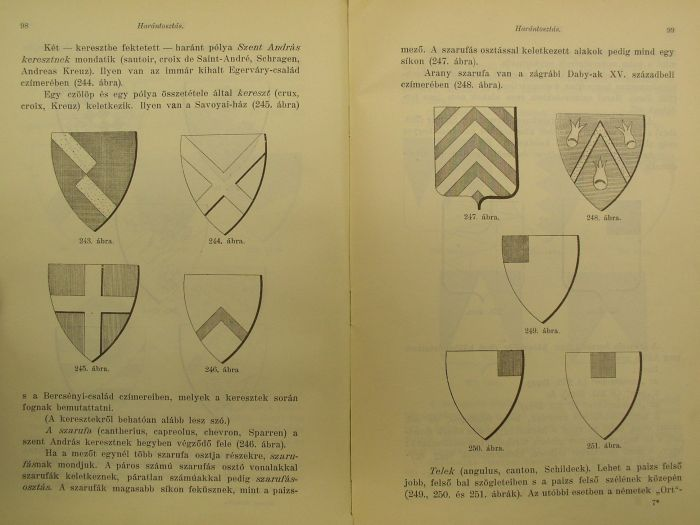
Une page du célèbre manuel d'héraldique de Bárczay Oszkár, ouvrage de base en langue hongroise.

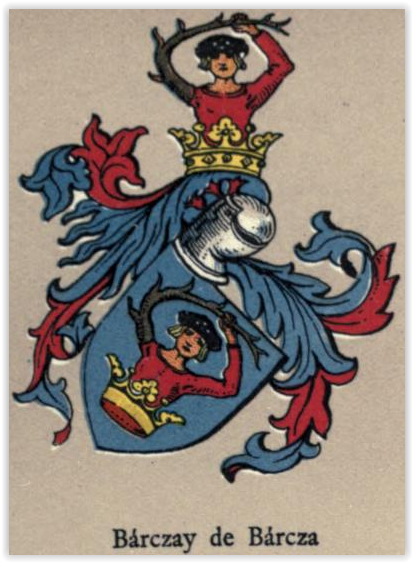
Blason de la famille bárcai Bárczay

Oszkár Bárczay de Bárca (en hongrois : bárcai Bárczay Oszkár, [ˈbaːɾtsɒi ˈbaːɾtsɒi ˈoskaːɾ]), parfois nommé Barczy et Barcza, né le 16 août 1846 et décédé le 12 avril 1898 à Budapest, est un généalogiste et un héraldiste hongrois. Il fut secrétaire général adjoint de l'Académie des sciences et chambellan impérial et royal. Il est l'un des héraldistes les plus importants de Hongrie.

## Biographie
Issu d'une ancienne famille noble de Hongrie (remontant à 1209), il naît en 1846 de András Bárczay (1808-1888) et de Anna Sombory, décédée en 1863. Son père épouse en secondes noces Natália Soós, laquelle se remariera à sa mort à Imre Darvas (hu), comte-suprême (főispán) de Abaúj-Torna. Ses oncles paternels, József (1845) et János Bárczay (1872-1874), ont également été comte-suprême de Abaúj-Torna.
Parallèlement à une carrière militaire, Oszkár s'occupe d'histoire et de science héraldique. Il fut ainsi capitaine de Hussard puis maître de la cavalerie de la cour de Milan Ier de Serbie. Il reste l'auteur du meilleur ouvrage héraldique de langue hongroise. Il fut membre de divers sociétés historiques et scientifiques où il publia ses études (notamment dans la revue Turul (hu) et dans le Archaeologiai Értesítő (hu)).